# Timidezza
La timidezza è un tratto della personalità che caratterizza in varia misura il comportamento di un individuo improntato a esitazione, ritrosia, impaccio e pudore superiori a quanto manifestano in analoga situazione altri soggetti, ovvero a una minor socievolezza. Ai suoi livelli massimi si può manifestare come fobia sociale, con veri e propri attacchi di panico dovuti al profondo senso di inadeguatezza nei rapporti sociali e al sentire gli altri come delle possibili minacce. Il suo opposto è l'audacia.
La timidezza non va tuttavia considerata una patologia, ma un aspetto normale della personalità, che riguarda la maggior parte delle persone, in tutti i Paesi del mondo. Secondo le statistiche, in Giappone ben il 60% delle persone si dichiarano timide, negli Stati Uniti il 40% e in Israele solo il 27%. Ciò potrebbe dipendere dal fatto che la cultura giapponese impone rapporti molto rispettosi e formali con il prossimo, e in Giappone è considerata una vergogna sbagliare, mentre in Israele si insegna a puntare al successo e che sbagliare non è una vergogna.

## Caratteristiche
La timidezza è spesso accompagnata dall'emotività, che si esprime in rossore del viso, sudorazione, incertezza nell'eloquio, tremori, posture goffe, ecc. Generalmente una persona timida evita il contatto oculare con l'interlocutore, si esprime con frasi brevi ed evita di porsi al centro dell'attenzione, perché teme moltissimo il giudizio degli altri.
La vita di relazione delle persone timide è in genere piuttosto contenuta, dal momento che esse preferiscono relazionarsi con gruppi ristretti di persone approfonditamente conosciute, con le quali si sentono a proprio agio, piuttosto che con gruppi numerosi nei quali sia possibile incontrare persone nuove o poco conosciute. Può accadere per questo che in famiglia e in altri ambienti, che il timido ritiene più sicuri, la sua naturale inibizione relazionale, come forma di compensazione, possa trasformarsi in comportamenti aggressivi, autoritari e prepotenti.
Un aspetto considerato generalmente negativo della timidezza è il fatto che essa impedisca al timido di difendere efficacemente i propri diritti e di esprimere le proprie opinioni davanti ad altre persone, così come accettare o svolgere ruoli di responsabilità in ambiente lavorativo. L'eccessiva emotività inoltre può ostacolare in alcune occasioni particolarmente stressanti la lucidità di pensiero e la capacità di comunicare. Tutto questo è alla base di stati d'animo negativi, disturbi d'ansia, scarsa autostima e, nei casi più gravi, depressione, isolamento sociale, disturbi psicosomatici, che limitano lo sviluppo delle potenzialità personali e la qualità della vita.
Il timido tuttavia può essere in molti casi particolarmente apprezzato per la sua personalità: per i suoi atteggiamenti cauti e sobri, per la sua tendenza a rispettare le regole, la sua attitudine empatica e le sue capacità di introspezione e di ascolto degli altri.
Secondo Alfred Adler, uno dei primi allievi di Freud, è normale che l'individuo durante la giovinezza si senta un po' goffo e inadeguato alle varie situazioni che gli si presentano, soprattutto per inesperienza. Questo primordiale senso di inferiorità dovrebbe tuttavia essere superato, secondo Adler, se si delineano almeno tre condizioni positive: il raggiungimento della maturazione psicofisica e affettiva, la conquista di un buon livello di autonomia e infine la consapevolezza delle proprie possibilità.
Uno studioso che per anni si è dedicato allo studio scientifico della timidezza è il prof. Philip Zimbardo, il quale, partendo dalle riflessioni scaturite dal famoso esperimento condotto nella finta prigione dell'Università di Stanford, è arrivato a sostenere che la persona, tirandosi indietro dalla vita, si fa prigioniera di sé stessa, nascondendosi dentro una corazza, "scegliendo la sicurezza della silenziosa prigione della timidezza". Elaborando questa metafora, a partire dall'esperimento della Stanford University, il prof. Zimbardo ha pensato alla timidezza come a una fobia che riguarda i rapporti sociali e che porta a sentire gli altri come una minaccia anziché un'opportunità. Con il Progetto Timidezza della Stanford University, iniziato nel 1977, Zimbardo ha potuto investigare le cause, le componenti, le conseguenze della timidezza, negli adulti e negli adolescenti, mettendo a punto anche degli interventi terapeutici.
Negli ultimi tempi, anche la letteratura psichiatrica, attraverso le descrizioni nosografiche riportate sul DSM, ha spesso assimilato la timidezza alla fobia sociale, cioè a una vera e propria psicopatologia che riguarda soggetti che soffrono di grande ansia cronica quando si trovano a interagire con altre persone. Questo da molti osservatori è stato considerato come "un tentativo di medicalizzazione della società, allo scopo di eliminare alcuni aspetti chiave della nostra umanità – emozioni, tratti comportamentali che possono essere estremi, ma che rimangono parti vitali di noi esseri umani, che non possiamo semplicemente respingere o rimuovere attraverso i farmaci".

## Influenze nella cultura

### Cinema
- Emotivi anonimi (Les Emotifs anonymes), regia di Jean-Pierre Améris (2010)